# Мікронезія

Мікронезія — одна з трьох великих культурних областей в Тихому океані.

Цей термін також застосовується до держави Федеративні Штати Мікронезії.
Мікроне́зія (від  μικρος — «малий» та νησος — «острів») — назва регіону в Тихому океані. Регіон оточений Філіппінами на північному заході, Індонезією, Папуа Новою Гвінеєю і Меланезією на заході та південному заході, і Полінезією на сході.

## Держави
У Мікронезії знаходяться такі держави і залежні території:

Держави та острови Мікронезії

| Прапор | Мапа | Назва офіційна назва                                                     | Назва державною мовою | Форма правління | Валюта               | Столиця                    | Площа | Населення |
| ------ | ---- | ------------------------------------------------------------------------ | --- | --------------- | -------------------- | -------------------------- | ----- | --------- |
|        |      | Кірибаті Республіка Кірибаті                                             | англ. Kiribati (Republic of Kiribati) кір. Kiribati (Ribaberikin Kiribati) | Республіка      | Австралійський долар | Південна Тарава            | 811   | 102,0     |
|        |      | Маршаллові Острови                                                       | англ. Marshall Islands (Republic of the Marshall Islands) марш. M̧ajeļ (Aolepān Aorōkin M̧ajeļ)                                                                                             | Республіка      | Долар США            | Маджуро                    | 181   | 68,5      |
|        |      | Мікронезія Федеративні Штати Мікронезії                                  | англ. Micronesia (Federated States of Micronesia) | Республіка      | Долар США            | Палікір                    | 702   | 106,5     |
|        |      | Науру Республіка Науру                                                   | англ. Nauru (Republic of Nauru) наур. Naoero (Ripublik Naoero) | Республіка      | Австралійський долар | відсутня (де-факто — Ярен) | 21    | 9,4       |
|        |      | Палау Республіка Палау                                                   | англ. Palau (Republic of Palau) палаус. Belau (Beluu ęr a Belau) | Республіка      | Долар США            | Нгерулмуд                  | 459   | 21,0      |
|        |      | Гуам Територія Гуам                                                      | англ. Guam (Territory of Guam) чам. Guåhån | США             | Долар США            | Хагатна                    | 544   | 159,9     |
|        |      | Північні Маріанські Острови Співдружність Північних Маріанських Островів | англ. Northern Mariana Islands (Commonwealth of the Northern Mariana Islands) чам. Notte Mariånas (Sankattan Siha Na Islas Mariånas) кар. Commonwealth Téél Falúw kka Efáng llól Marianas | США             | Долар США            | Сайпан                     | 464   | 51,4      |

## Географія
Мікронезія охоплює близько 1500 островів із загальною площею понад 2,6 тис. км². Найбільшим з них є Гуам площею 582 км². Загальна площа океану в межах периметра островів — 7400000 км².

## Історія
Мікронезійці заселили Мікронезію кілька тисяч років тому. В XVI столітті майже вся Мікронезія стала колонією Іспанії. В XIX столітті Науру стає німецькою колонією, а острови Гілберта — британською. В 1898 р, після іспано-американської війни, острів Гуам перейшов до США, а інша частина іспанської Мікронезії — до Німеччини. В 1914 р німецька Мікронезія була захоплена Японією (тільки острів Науру, адміністративно належав до Німецької Нової Гвінеї, був окупований Австралією). Після закінчення Другої світової війни всі японці були виселені з Мікронезії; колишні японські володіння стали підопічною територією ООН під управлінням США (див. Підопічна територія ООН Тихоокеанські острови). В 1950-х роках США проводили тут ядерні випробування. Дотепер вся Мікронезія, крім Гуаму, стала незалежною.

## Економіка
На сьогодні основний дохід для більшості країн Мікронезії – це продаж риболовних ліцензій іноземним державам. Власне екіпажі рибальських флотів не роблять великого внеску в місцеву економіку, оскільки їх кораблі зазвичай відправляються у плавання, навантажені припасами та провізією, які дешевші, ніж місцеві товари. Додаткові гроші надходять від урядових грантів, переважно від Сполучених Штатів Америки, наприклад, 150 мільйонів доларів, які США сплатили до трастового фонду для відшкодування збитків мешканцям атолу Бікіні, яким довелося змінити місце проживання після ядерних випробувань. Існує небагато родовищ корисних копалин, розробка яких загалом не є доцільною, за винятком деяких родовищ високоякісних фосфоритів, особливо на Науру.
Більшість жителів Мікронезії можуть вільно переїжджати до США і працювати в там. Громадяни, які працюють у США та надсилають гроші родичам додому, є основним джерелом індивідуального доходу. Додатковий індивідуальний дохід приходить в основному від роботи в урядових структурах, магазинах і ресторанах.
Туристична сфера в основному орієнтується на аквалангістів, які приїжджають, щоб побачити коралові рифи та дослідити затонулі кораблі часів Другої Світової війни.  Деякі власники приватних яхт відвідують цей район протягом кількох місяців або років. Однак вони, як правило, залишаються в основному в портах в'їзду, і їх кількість занадто мала для того, щоб вони мали значний вплив на місцеву економіку.
Виробництво копри свого часу було значним джерелом доходу, однак зараз світові ціни на цей матеріал впали через великі плантації пальм, які зараз висаджують у таких місцях, як острів Калімантан.

## Цікаві факти
- На острові Яп виявлені найбільші у світі гроші у вигляді кам'яних кіл (найбільше: 3 м в діаметрі, 0,5 м завтовшки і важить 4 тонни)[3].
- У Мікронезії в 1950-х роках США проводили свої ядерні випробування[джерело?].